# Joerg Dudys
Joerg Dudys (* 27. Dezember 1971 in Dresden) ist ein deutscher Gitarrist.

## Leben
Im Kindesalter lernte Joerg Dudys Gitarre und machte seine ersten Erfahrungen auf Bühnen. Danach begann er mit regelmäßigen Live-Konzerten. Er spielte in etlichen Bands in der DDR.
1988 übersiedelte er in die Bundesrepublik.
Im Laufe der Zeit entwickelte er sich zum gefragten Gitarristen. Er spielt bei Julia Neigel. Er spielte unter anderem für Edo Zanki, Nena, Herwig Mitteregger und Laith Al-Deen.